# عبيد (اسم)
عبيد هو اسم علم مذكر من أصل عربي، ومعناه هو تصغير «عبد» وهو اسم عرف به جد من قضاعة.

## شخصيات تحمل الاسم
- عبيد الجسمي (سبّاح إماراتي، 9 أغسطس 1981 – )
- عبيد الدوسري (لاعب كرة قدم سعودي، 2 أكتوبر 1975[3] – )
- عبيد الطويلة (لاعب كرة قدم إماراتي، 27 أغسطس 1979 – )
- عبيد الله المهدي (873 – 3 أبريل 934)
- عبيد الله بن جحش (588 – 627)
- عبيد الله بن زياد (والي أموي، 648 – 685)
- عبيد الله كريمي (لاعب كرة قدم أفغاني، 21 ديسمبر 1979[4] – )
- عبيد بن الأبرص (500 – )
- عبيد ريحان (لاعب كرة قدم إماراتي، 14 أغسطس 1988 – )
- عبيد كرومي (سياسي تنزاني، 4 أغسطس 1905 – 7 أبريل 1972)

## وصلات خارجية
- موسوعة السلطان قابوس لأسماء العرب نسخة محفوظة 5 أبريل 2019 على موقع واي باك مشين.